# Coppa Europa di bob 2020
La Coppa Europa di bob 2020, ufficialmente denominata IBSF Bobsleigh Europe Cup 2019/20, è stata l'edizione 2019-2020 del circuito continentale europeo del bob, manifestazione organizzata annualmente dalla Federazione Internazionale di Bob e Skeleton; è iniziata il 23 novembre 2019 a Lillehammer, in Norvegia, e si è conclusa il 1º febbraio 2020 a Innsbruck, in Austria. Sono state disputate ventiquattro gare: sedici per gli uomini e otto per le donne in sei differenti località. La tappa di Innsbruck ha assegnato anche i titoli europei juniores.
Vincitori dei trofei, conferiti ai piloti classificatisi per primi nel circuito, sono stati la rumena Andreea Grecu nel bob a due femminile, il connazionale Mihai Cristian Tentea nel bob a due maschile e il tedesco Jonas Jannusch nel bob a quattro maschile; il lettone Oskars Melbārdis si è invece aggiudicato il trofeo della combinata maschile.

## Calendario
| Località             | Data                        | Donne     | Uomini    | Uomini        |
| Località             | Data                        | Bob a due | Bob a due | Bob a quattro |
| -------------------- | --------------------------- | --------- | --------- | ------------- |
| Lillehammer          | 23–24 novembre 2019         | ●         | ●         | ●             |
| Altenberg            | 5–7 dicembre 2019           | ●         | ●●        | ●             |
| Winterberg           | 13–15 dicembre 2019         | ●●        | ●         | ●●            |
| Schönau am Königssee | 20–22 dicembre 2019         | ●         | ●         | ●●            |
| Sigulda              | 18–19 gennaio 2020          | ●●        | ●●        |               |
| Innsbruck            | 30 gennaio–1º febbraio 2020 | ●         | ●         | ●●            |
| Totale               | Totale                      | 8         | 8         | 8             |

|  | Tappa valida anche per il campionato europeo juniores |

## Risultati

### Donne
| Data             | Località             | Specialità | Prime classificate                    | Seconde classificate                      | Terze classificate                            |
| ---------------- | -------------------- | ---------- | ------------------------------------- | ----------------------------------------- | --------------------------------------------- |
| 23 novembre 2019 | Lillehammer          | A due      | Andreea Grecu Ioana Gheorghe Romania  | Margot Boch Carla Senechal Francia        | Alena Osipenko Julija Egošenko Russia         |
| 6 dicembre 2019  | Altenberg            | A due      | Andreea Grecu Katharina Wick Romania  | An Vannieuwenhuyse Sara Aerts Belgio      | Laura Nolte Deborah Levi Germania             |
| 14 dicembre 2019 | Winterberg           | A due      | Laura Nolte Deborah Levi Germania     | Anna Köhler Tamara Seer Germania          | Andreea Grecu Ioana Gheorghe Romania          |
| 15 dicembre 2019 | Winterberg           | A due      | Anna Köhler Tamara Seer Germania      | Laura Nolte Viktoria Dönicke Germania     | Andreea Grecu Ioana Gheorghe Romania          |
| 22 dicembre 2019 | Schönau am Königssee | A due      | Andreea Grecu Ioana Gheorghe Romania  | Margot Boch Carla Senechal Francia        | An Vannieuwenhuyse Sara Aerts Belgio          |
| 18 gennaio 2020  | Sigulda              | A due      | Andreea Grecu Katharina Wick Romania  | Polina Nazaruk Julija Belomestnych Russia | Maria Adela Constantin Theresa Leitz Germania |
| 19 gennaio 2020  | Sigulda              | A due      | Andreea Grecu Katharina Wick Romania  | Melanie Hasler Jasmin Naef Svizzera       | Anne Lobenstein Claudia Schüssler Germania    |
| 31 gennaio 2020  | Innsbruck            | A due      | Kim Kalicki Viktoria Dönicke Germania | Ljubov' Černych Elena Mamedova Russia     | Andreea Grecu Ioana Gheorghe Romania          |

### Uomini
| Data             | Località             | Specialità | Primi classificati                                                             | Secondi classificati | Terzi classificati                                                                          |
| ---------------- | -------------------- | ---------- | ------------------------------------------------------------------------------ | --- | ------------------------------------------------------------------------------------------- |
| 23 novembre 2019 | Lillehammer          | A due      | Maximilian Illmann Gregor Fleischhauer Germania                                | Oskars Melbārdis Intars Dambis Lettonia                                                                                               | Mihai Cristian Tentea Ciprian Daroczi Romania                                               |
| 24 novembre 2019 | Lillehammer          | A quattro  | Rostislav Gajtjukevič Andrej Kazancev Vladislav Žarovcev Nikolaj Kozlov Russia | Romain Heinrich Alan Alais Lionel Lefebvre Jerome Laporal Francia                                                                     | Michael Kuonen Cyril Pizzera Marco Dörig Marco Tanner Svizzera                              |
| 5 dicembre 2019  | Altenberg            | A due      | Richard Oelsner Eric Strauss Germania                                          | Mihai Cristian Tentea Ciprian Daroczi Romania                                                                                         | Timo Rohner Adrian Fässler Svizzera                                                         |
| 6 dicembre 2019  | Altenberg            | A due      | Richard Oelsner Henrik Bosse Germania                                          | Oskars Melbārdis Intars Dambis Lettonia                                                                                               | Mihai Cristian Tentea Ciprian Daroczi Romania                                               |
| 7 dicembre 2019  | Altenberg            | A quattro  | Richard Oelsner Henrik Bosse Eric Strauss Florian Kunze Germania               | Jonas Jannusch Frederick Lüthcke Tim Gessenhardt Bastian Heber Germania                                                               | Bennet Buchmüller Marcel Kornhardt Niklas Scherer Martin Hahn Germania                      |
| 13 dicembre 2019 | Winterberg           | A due      | Richard Oelsner Henrik Bosse Germania                                          | Rostislav Gajtjukevič Vladislav Žarovcev Russia                                                                                       | Hans Peter Hannighofer Malte Schwenzfeier Germania                                          |
| 14 dicembre 2019 | Winterberg           | A quattro  | Jonas Jannusch Tim Gessenhardt Marcel Kornhardt Bastian Heber Germania         | Rostislav Gajtjukevič Andrej Kazancev Vladislav Žarovcev Egor Grjaznov Russia                                                         | Hans Peter Hannighofer Malte Schwenzfeier Erec Maximilian Bruckert Christian Röder Germania |
| 15 dicembre 2019 | Winterberg           | A quattro  | Bennet Buchmüller Sebastian Mrowka Niklas Scherer Max Pietza Germania          | Richard Oelsner Henrik Bosse Eric Strauss Paul Hensel Germania                                                                        | Patrick Baumgartner Costantino Ughi Alex Verginer Lorenzo Bilotti Italia                    |
| 20 dicembre 2019 | Schönau am Königssee | A due      | Oskars Melbārdis Intars Dambis Lettonia                                        | Philipp Zielasko Malte Schwenzfeier Germania                                                                                          | Mihai Cristian Tentea Ciprian Daroczi Romania                                               |
| 21 dicembre 2019 | Schönau am Königssee | A quattro  | Jonas Jannusch Marcel Kornhardt Tim Gessenhardt Bastian Heber Germania         | Philipp Zielasko Frederick Lüthcke Malte Schwenzfeier Joshua Kossmann Germania                                                        | Bennet Buchmüller Niklas Scherer Sebastian Mrowka Gregor Fleischhauer Germania              |
| 22 dicembre 2019 | Schönau am Königssee | A quattro  | Jonas Jannusch Max Neumann Tim Gessenhardt Bastian Heber Germania              | Dmitrij Popov Andrej Kazancev Vladislav Žarovcev Egor Grjaznov Russia                                                                 | Ralfs Bērziņš Māris Priekulis Reinis Nungurs Dāvis Spriņģis Lettonia                        |
| 18 gennaio 2020  | Sigulda              | A due      | Simon Friedli Gregory Jones Svizzera                                           | Rostislav Gajtjukevič Denis Korotkov Russia                                                                                           | Jonas Jannusch Marcel Kornhardt Germania                                                    |
| 19 gennaio 2020  | Sigulda              | A due      | Oskars Melbārdis Intars Dambis Lettonia                                        | Simon Friedli Gregory Jones Svizzera                                                                                                  | Rostislav Gajtjukevič Pavel Travkin Russia                                                  |
| 30 gennaio 2020  | Innsbruck            | A due      | Rostislav Gajtjukevič Michail Mordasov Russia                                  | Ralfs Bērziņš Dāvis Spriņģis Lettonia                                                                                                 | Oskars Melbārdis Intars Dambis Lettonia                                                     |
| 31 gennaio 2020  | Innsbruck            | A quattro  | Rostislav Gajtjukevič Andrej Kazancev Vladislav Žarovcev Egor Grjaznov Russia  | Ralfs Bērziņš Edgars Nemme Dāvis Spriņģis Edgars Pirogs Lettonia e Jonas Jannusch Marcel Kornhardt Max Neumann Bastian Heber Germania | non assegnato                                                                               |
| 1º febbraio 2020 | Innsbruck            | A quattro  | Jonas Jannusch Tim Gessenhardt Max Neumann Bastian Heber Germania              | Ralfs Bērziņš Edgars Nemme Dāvis Spriņģis Edgars Pirogs Lettonia                                                                      | Richard Oelsner Henrik Bosse Benedikt Hertel Eric Strauss Germania                          |

## Classifiche

### Bob a due donne
| Pos. | Nome pilota         | Nazione   | LIL | ALT | WIN-1 | WIN-2 | KÖN | SIG-1 | SIG-2 | INN | Punti |
| ---- | ------------------- | --------- | --- | --- | ----- | ----- | --- | ----- | ----- | --- | ----- |
| 1    | Andreea Grecu       | Romania   | 1   | 1   | 3     | 3     | 1   | 1     | 1     | 3   | 906   |
| 2    | Anne Lobenstein     | Germania  | 5   | 7   | 4     | 5     | 13  | 6     | 3     | 6   | 702   |
| 3    | Melanie Hasler      | Svizzera  | 4   | 6   | 4     | 14    | 18  | 5     | 2     | 12  | 658   |
| 4    | Anastasija Makarova | Russia    | 7   | 10  | 12    | 10    | 12  | 4     | 4     | 9   | 624   |
| 5    | Margot Boch         | Francia   | 2   | 8   | 6     | 6     | 2   | -     | -     | 7   | 560   |
| 6    | Breeana Walker      | Australia | 8   | 12  | 9     | 8     | 7   | -     | -     | 10  | 456   |
| 7    | Alena Osipenko      | Russia    | 3   | DSQ | 11    | 7     | 8   | -     | -     | 4   | 430   |
| 8    | Giada Andreutti     | Italia    | 12  | -   | 14    | 14    | 20  | 9     | 6     | 19  | 411   |
| 9    | Anna Köhler         | Germania  | -   | 4   | 2     | 1     | -   | 8     | DNS   | -   | 406   |
| 10   | An Vannieuwenhuyse  | Belgio    | -   | 2   | 5     | 4     | 3   | -     | -     | -   | 400   |

### Bob a due uomini
| Pos. | Nome pilota            | Nazione  | LIL | ALT-1 | ALT-2 | WIN | KÖN | SIG-1 | SIG-2 | INN | Punti |
| ---- | ---------------------- | -------- | --- | ----- | ----- | --- | --- | ----- | ----- | --- | ----- |
| 1    | Mihai Cristian Tentea  | Romania  | 3   | 2     | 3     | 5   | 3   | 6     | 5     | 6   | 776   |
| 2    | Oskars Melbārdis       | Lettonia | 2   | 4     | 2     | 19  | 1   | 9     | 1     | 3   | 771   |
| 3    | Simon Friedli          | Svizzera | -   | 9     | 4     | 8   | 5   | 1     | 2     | 5   | 666   |
| 4    | Rostislav Gajtjukevič  | Russia   | 9   | 19    | DNS   | 2   | 11  | 2     | 3     | 1   | 627   |
| 5    | Maximilian Illmann     | Germania | 1   | 4     | -     | 4   | 8   | 8     | 10    | 9   | 620   |
| 6    | Hans Peter Hannighofer | Germania | 7   | -     | 6     | 3   | 12  | 11    | 9     | 9   | 558   |
| 7    | Dāvis Kaufmanis        | Lettonia | 12  | 10    | 24    | 9   | 18  | 4     | 7     | 4   | 550   |
| 8    | Michael Kuonen         | Svizzera | 6   | 7     | 7     | -   | 4   | 7     | 4     | -   | 532   |
| 9    | Jonas Jannusch         | Germania | 4   | 6     | 5     | -   | -   | 3     | 6     | 12  | 530   |
| 10   | Richard Oelsner        | Germania | -   | 1     | 1     | 1   | -   | -     | -     | 6   | 448   |

### Bob a quattro uomini
| Pos. | Nome pilota            | Nazione  | LIL | ALT | WIN-1 | WIN-2 | KÖN-1 | KÖN-2 | INN-1 | INN-2 | Punti |
| ---- | ---------------------- | -------- | --- | --- | ----- | ----- | ----- | ----- | ----- | ----- | ----- |
| 1    | Jonas Jannusch         | Germania | 11  | 2   | 1     | 14    | 1     | 1     | 2     | 1     | 824   |
| 2    | Oskars Melbārdis       | Lettonia | 8   | 5   | 8     | 7     | 7     | 10    | 8     | 7     | 656   |
| 3    | Mihai Cristian Tentea  | Romania  | 4   | 10  | 5     | 8     | 12    | 5     | 10    | 11    | 636   |
| 4    | Timo Rohner            | Svizzera | 9   | 8   | 11    | 11    | 6     | 3     | 9     | 13    | 618   |
| 5    | Patrick Baumgartner    | Italia   | 13  | 9   | 7     | 3     | 5     | 9     | 20    | 7     | 608   |
| 6    | Rostislav Gajtjukevič  | Russia   | 1   | DNS | 2     | 4     | 8     | 14    | 1     | 23    | 607   |
| 7    | Dmitrij Popov          | Russia   | -   | 7   | 4     | 10    | 4     | 2     | 12    | 10    | 594   |
| 8    | Maximilian Illmann     | Germania | 6   | -   | 10    | 4     | 11    | 7     | 5     | 6     | 588   |
| 9    | Hans Peter Hannighofer | Germania | 10  | 4   | 3     | -     | -     | 8     | 4     | 4     | 542   |
| 10   | Bennet Buchmüller      | Germania | -   | 3   | 9     | 1     | 3     | 6     | -     | -     | 488   |

### Combinata uomini
| Pos. | Nome pilota            | Nazione  | Punti |
| ---- | ---------------------- | -------- | ----- |
| 1    | Oskars Melbārdis       | Lettonia | 1427  |
| 2    | Mihai Cristian Tentea  | Romania  | 1412  |
| 3    | Jonas Jannusch         | Germania | 1354  |
| 4    | Rostislav Gajtjukevič  | Russia   | 1234  |
| 5    | Maximilian Illmann     | Germania | 1208  |
| 6    | Hans Peter Hannighofer | Germania | 1100  |
| 7    | Simon Friedli          | Svizzera | 1042  |
| 8    | Timo Rohner            | Svizzera | 1035  |
| 9    | Patrick Baumgartner    | Italia   | 964   |
| 10   | Aleksandr Bredichin    | Russia   | 859   |